# Coppa d'Albania (pallavolo maschile)
La Coppa d'Albania è una competizione pallavolistica per squadre di club albanesi maschili, organizzata con cadenza annuale dalla FSHV.

## Edizioni
| Edizione         | Edizione          | Podio            | Podio         | Podio            |
| Anno             | Sede della finale | Campione         | Risultato     | Finalista        |
| ---------------- | ----------------- | ---------------- | ------------- | ---------------- |
| 1954 Dettagli    | -                 | Partizani Tirana | -             | -                |
| 1955             | -                 | Non disputata    | Non disputata | Non disputata    |
| 1956 Dettagli    | -                 | Dinamo Tirana    | -             | -                |
| 1957 Dettagli    | -                 | 17 Nëntori       | -             | -                |
| 1958 Dettagli    | -                 | 17 Nëntori       | -             | -                |
| 1959             | -                 | Non disputata    | Non disputata | Non disputata    |
| 1960 Dettagli    | -                 | Partizani Tirana | -             | -                |
| 1961 Dettagli    | -                 | Dinamo Tirana    | -             | -                |
| 1962 Dettagli    | -                 | Dinamo Tirana    | -             | -                |
| 1963 Dettagli    | -                 | Partizani Tirana | -             | -                |
| 1964 Dettagli    | -                 | 17 Nëntori       | -             | -                |
| 1965 Dettagli    | -                 | Dinamo Tirana    | -             | -                |
| 1966 Dettagli    | -                 | Dajti            | -             | -                |
| 1967 Dettagli    | -                 | Dinamo Tirana    | -             | -                |
| 1968 Dettagli    | -                 | Dinamo Tirana    | -             | -                |
| 1968-69 Dettagli | -                 | Vllaznia         | -             | -                |
| 1969-70 Dettagli | -                 | Vllaznia         | -             | -                |
| 1970-71 Dettagli | -                 | Partizani Tirana | -             | -                |
| 1971-72 Dettagli | -                 | Dinamo Tirana    | -             | -                |
| 1972-73 Dettagli | -                 | Vllaznia         | -             | -                |
| 1973-74 Dettagli | -                 | Partizani Tirana | -             | -                |
| 1974-75 Dettagli | -                 | Dinamo Tirana    | -             | -                |
| 1975-76 Dettagli | -                 | Dinamo Tirana    | -             | -                |
| 1976-77 Dettagli | -                 | Partizani Tirana | -             | -                |
| 1977-78 Dettagli | -                 | Dinamo Tirana    | -             | -                |
| 1978-79 Dettagli | -                 | Dinamo Tirana    | -             | -                |
| 1979-80 Dettagli | -                 | Dinamo Tirana    | -             | -                |
| 1980-81 Dettagli | -                 | Dinamo Tirana    | -             | -                |
| 1981-82 Dettagli | -                 | Partizani Tirana | -             | -                |
| 1982-83 Dettagli | -                 | Dinamo Tirana    | -             | -                |
| 1983-84 Dettagli | -                 | Dinamo Tirana    | -             | -                |
| 1984-85 Dettagli | -                 | Vllaznia         | -             | -                |
| 1985-86 Dettagli | -                 | Dinamo Tirana    | -             | -                |
| 1986-87 Dettagli | -                 | 17 Nëntori       | -             | -                |
| 1987-88 Dettagli | -                 | Vllaznia         | -             | -                |
| 1988-89 Dettagli | -                 | Vllaznia         | -             | -                |
| 1989-90 Dettagli | -                 | Dinamo Tirana    | -             | -                |
| 1990-91 Dettagli | -                 | 17 Nëntori       | -             | -                |
| 1991-92 Dettagli | -                 | Tirana           | -             | -                |
| 1992-93 Dettagli | -                 | Partizani Tirana | -             | -                |
| 1993-94 Dettagli | -                 | Partizani Tirana | -             | -                |
| 1994-95 Dettagli | -                 | Studenti Tirana  | -             | -                |
| 1995-96 Dettagli | -                 | Tirana           | -             | -                |
| 1996-97 Dettagli | -                 | Studenti Tirana  | -             | -                |
| 1997-98 Dettagli | -                 | Erzeni           | -             | -                |
| 1998-99 Dettagli | -                 | Erzeni           | -             | -                |
| 1999-00 Dettagli | -                 | Teuta            | -             | -                |
| 2000-01 Dettagli | -                 | Studenti Tirana  | -             | -                |
| 2001-02 Dettagli | -                 | Studenti Tirana  | -             | -                |
| 2002-03 Dettagli | -                 | Dinamo Tirana    | -             | -                |
| 2003-04 Dettagli | -                 | Studenti Tirana  | -             | -                |
| 2004-05 Dettagli | -                 | Studenti Tirana  | -             | -                |
| 2005-06 Dettagli | -                 | Studenti Tirana  | -             | -                |
| 2006-07 Dettagli | -                 | Studenti Tirana  | -             | -                |
| 2007-08 Dettagli | -                 | Studenti Tirana  | -             | -                |
| 2008-09 Dettagli | -                 | Studenti Tirana  | -             | -                |
| 2009-10 Dettagli | -                 | Studenti Tirana  | 3 - 1         | Teuta            |
| 2010-11 Dettagli | Tirana            | Studenti Tirana  | 3 - 0         | Tirana           |
| 2011-12 Dettagli | Durazzo           | Studenti Tirana  | 3 - 1         | Teuta            |
| 2012-13 Dettagli | -                 | Studenti Tirana  | 3 - 1         | Teuta            |
| 2013-14 Dettagli | -                 | Studenti Tirana  | 3 - 0         | Vllaznia         |
| 2014-15 Dettagli | -                 | Studenti Tirana  | -             | -                |
| 2015-16 Dettagli | -                 | Studenti Tirana  | 3 - 2         | Teuta            |
| 2016-17 Dettagli | Tirana            | Partizani Tirana | 3 - 2         | Vllaznia         |
| 2017-18 Dettagli | Tirana            | Partizani Tirana | 3 - 0         | Studenti Tirana  |
| 2018-19 Dettagli | Tirana            | Erzeni           | 3 - 0         | Partizani Tirana |
| 2019-20 Dettagli | Tirana            | Partizani Tirana | 3 - 2         | Erzeni           |
| 2020-21 Dettagli | Tirana            | Partizani Tirana | 3 - 2         | Erzeni           |
| 2021-22 Dettagli | Tirana            | Tirana           | 3 - 1         | Erzeni           |
| 2022-23 Dettagli | Tirana            | Tirana           | 3 - 1         | Erzeni           |
| 2023-24 Dettagli | Tirana            | Partizani Tirana | 3 - 0         | Tirana           |

## Palmarès
| Squadra          | Titolo | Edizione |
| ---------------- | ------ | --- |
| Dinamo Tirana    | 18     | 1956, 1961, 1962, 1965, 1967, 1968, 1971-72, 1974-75, 1975-76, 1977-78, 1978-79, 1979-80, 1980-81, 1982-83, 1983-84, 1985-86, 1989-90, 2002-03          |
| Studenti Tirana  | 17     | 1994-95, 1996-97, 2000-01, 2001-02, 2003-04, 2004-05, 2005-06, 2006-07, 2007-08, 2008-09, 2009-10, 2010-11, 2011-12, 2012-13, 2013-14, 2014-15, 2015-16 |
| Partizani Tirana | 14     | 1954, 1960, 1963, 1970-71, 1973-74, 1976-77, 1981-82, 1992-93, 1993-94, 2016-17, 2017-18, 2019-20, 2020-21, 2023-24                                     |
| Tirana           | 9      | 1957, 1958, 1964, 1986-87, 1990-91, 1991-92, 1995-96, 2021-22, 2022-23                                                                                  |
| Vllaznia         | 6      | 1968-69, 1969-70, 1972-73, 1984-85, 1987-88, 1988-89 |
| Erzeni           | 3      | 1997-98, 1998-99, 2018-19 |
| Dajti            | 1      | 1966 |
| Teuta            | 1      | 1999-00 |